# 北海道中央バス新川営業所

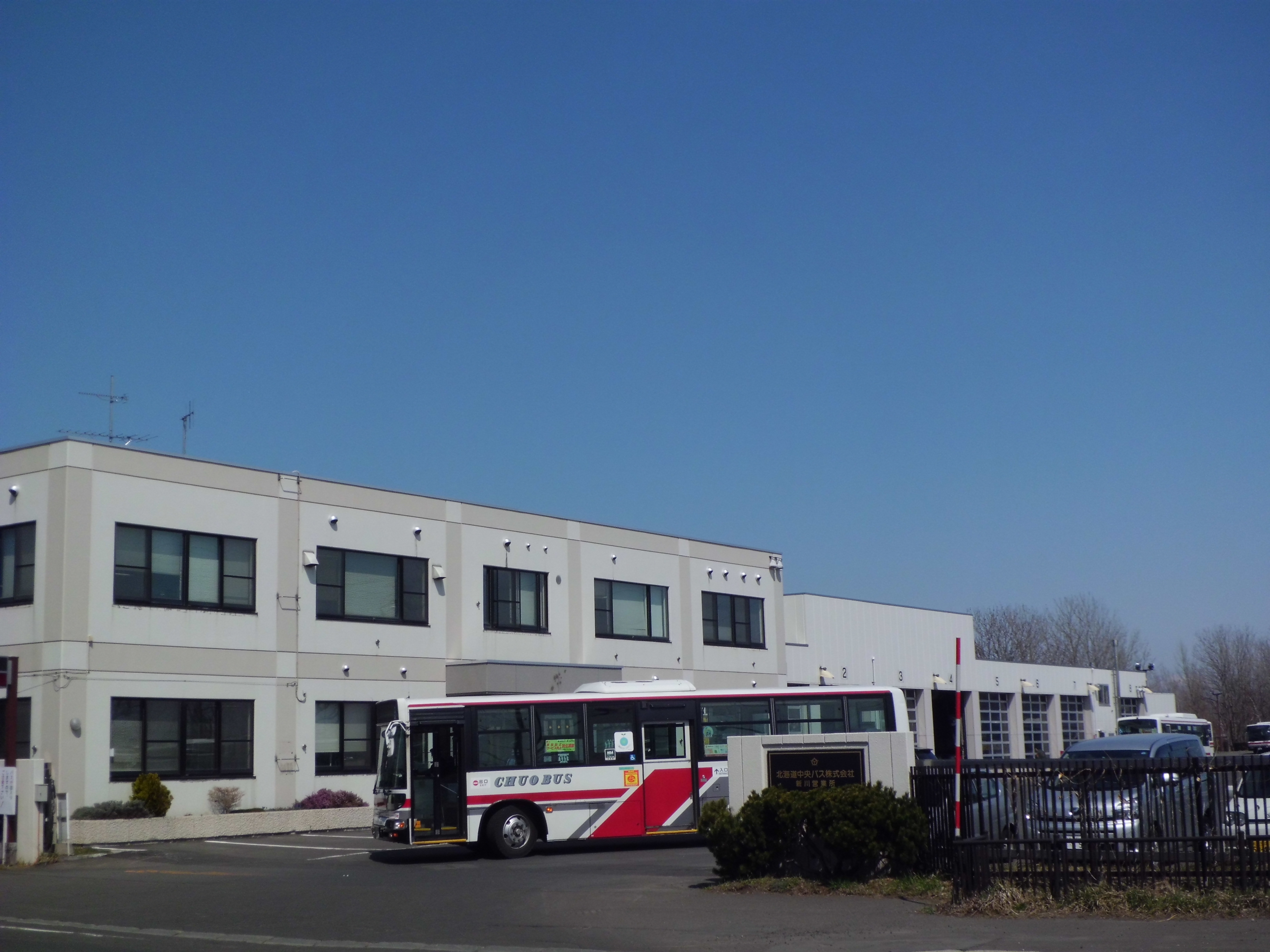
北海道中央バス 新川営業所

北海道中央バス新川営業所（ほっかいどうちゅうおうバスしんかわえいぎょうしょ）は、北海道中央バス（中央バス）が北海道札幌市北区新川745-1に設置する、バス事業部（旧・札幌事業部）に属する営業所である。乗車券発売は定期乗車券の予約取次のみ行う。

## 歴史
- 1953年（昭和28年）11月30日 - 札幌市営バス北光自動車車庫（東区北22条東1丁目1）完成。
- 1977年（昭和52年）11月 - 東営業所開設に伴い、東区内の多くを移譲。
- 1998年（平成10年）4月1日 - 北光自動車営業所を現在地に移転、新川自動車営業所とする。
- 2000年（平成12年）4月1日 - 札幌市営バスが北光3線（東17・18・87）を北海道中央バス札幌北営業所に移譲。
- 2004年（平成16年）4月1日 - 札幌市営バスが新川営業所とその路線を北海道中央バスに移譲。

## 路線

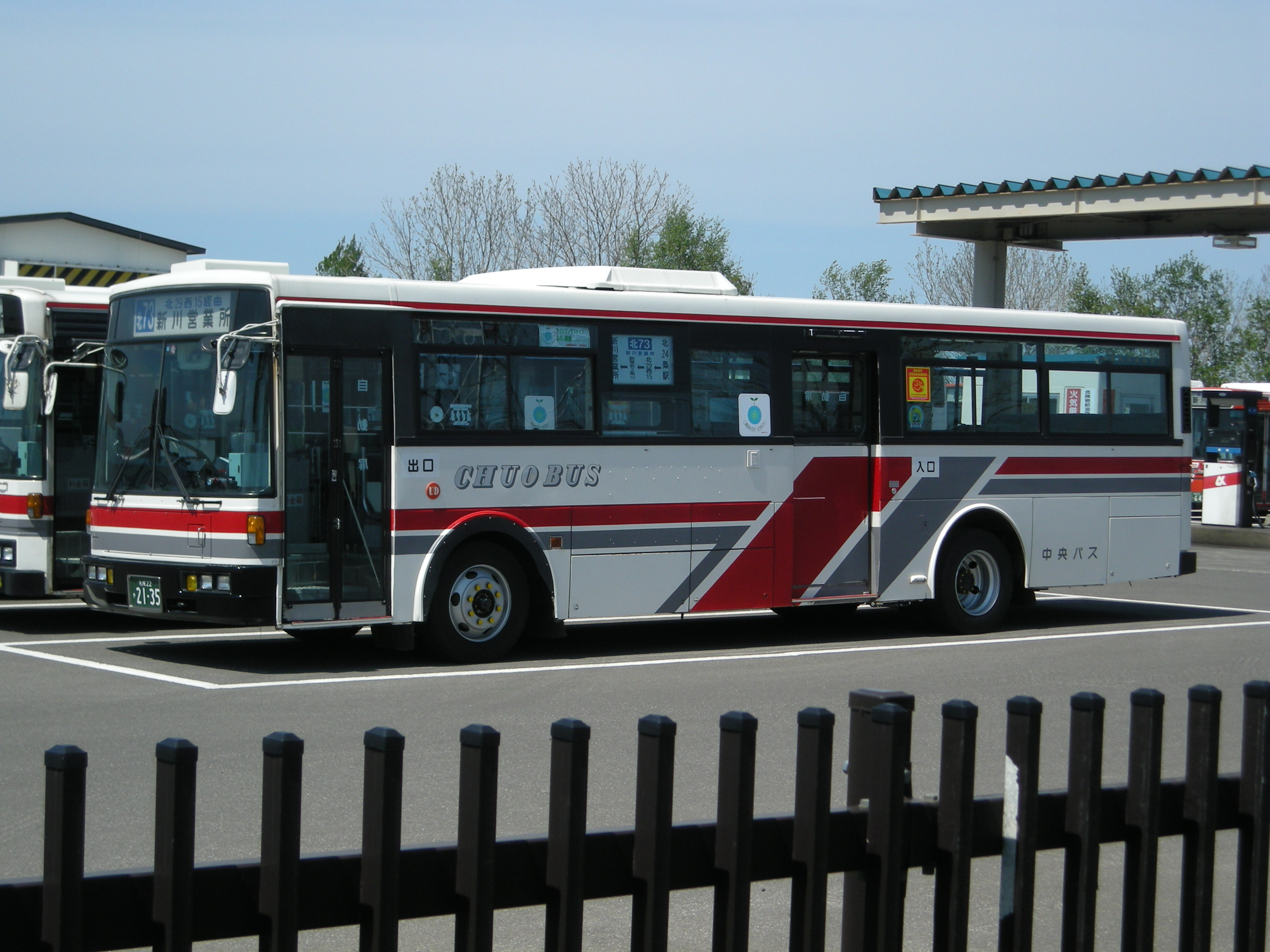
構内に停車中の元札幌市営バス車両

担当路線は都心・地下鉄各駅から北部方面・西部方面が中心。下記の他、他営業所が主担当の路線を運行する場合や、下記路線を他営業所が運行する場合がある。
札幌市交通局（札幌市営地下鉄）との連絡運輸（乗継割引）は、屯田線を除き太字（乗継指定）停留所・駅からバス乗車方向に関わらず全区間、札幌都心での乗継にも適用される。乗継割引に関する概要は、北海道中央バス#運賃形態、札幌市営地下鉄#乗継割引を参照。
2023年（令和5年）12月1日現在。「宮の沢駅」は宮の沢バスターミナルに発着する。

### 都心・麻生 - 屯田
01, 04の札幌駅北口 - 麻生間は「札幌駅北口 - 北大正門 - 北大病院 - 北24条西5丁目 - 北35条西5丁目 - 麻生駅」共通経路。

#### 屯田線
- 02：札幌ターミナル - 札幌駅北口（往路）/札幌駅前（復路） - 運輸支局 - 下水道科学館 - 北営業所 - 屯田団地橋 - 屯田4条7丁目 - 北陵高校 - 屯田6条12丁目
- 01・麻01：札幌駅北口 - 麻生駅 - 新琴似駅 - 新琴似12条6丁目 - 新琴似12条10丁目 - 屯田4条7丁目 - 北陵高校 - 屯田6条12丁目
- 04：札幌駅北口 - 麻生駅 - 新琴似駅通 - 新琴似8条13丁目 - 中央バス自動車学校 - 屯田6条12丁目
- 麻03：麻生駅 - 新琴似駅 - 新琴似12条6丁目 - 屯田2条4丁目 - 屯田3条2丁目 - 屯田4条7丁目 - 屯田西公園 - 屯田6条12丁目
- 麻05：麻生駅 - 新琴似駅通 - 新琴似8条11丁目 - 新琴似10条10丁目 - 新琴似12条14丁目 - 屯田6条12丁目
  - 地下鉄乗継割引は麻生駅乗継・屯田方向のみ適用。
  - 麻01は麻生 - 屯田の区間便。麻07 イトーヨーカドー屯田店経由は石狩営業所を参照。
  - 1978年（昭和53年）3月16日、麻03、麻05 運行開始。
  - 1987年（昭和62年）12月1日、麻01 運行開始。
  - 1998年（平成10年）12月1日、02を除く屯田線の全系統を札幌北営業所から石狩営業所へ移管。02は引き続き札幌北営業所が担当。
  - 1999年（平成11年）12月1日、冬季ダイヤ期間のみ01・03・04を運休、麻生駅発着に振り替え（2000年度まで）。
  - 2001年（平成13年）12月1日、01・03・04の起点を札幌ターミナルから札幌駅北口に短絡。
  - 2007年（平成19年）12月1日、屯田線の全系統を札幌北・石狩の各営業所から移管。
  - 2023年（令和5年）12月1日、03 札幌駅北口発着便を廃止し麻03 麻生駅発着に振り替え[3]。

### 麻生・北34条 - 新川・宮の沢

#### 新琴似6条線
- 麻06：麻生駅（麻生バスターミナル） - 新琴似6条1丁目 - 新琴似6条7丁目 - 新琴似6条16丁目 - 国際情報高校 - 新川営業所
  - 1982年（昭和57年）6月25日、札幌市営地下鉄東西線新さっぽろ駅延伸に伴う路線再編の補償として札幌市営バスより譲受[4]。
  - 1998年（平成10年）
    - 4月1日、終点を一部を除き新琴似6条16から新川ターミナル（2007年4月1日より「新川6条15」に改称）に延長。同時に麻07 新琴似線（麻生駅 - 中央バス自動車学校 - 新川ターミナルを大幅減便。
    - 12月1日、札幌北営業所から石狩営業所へ移管。

  - 1999年（平成11年）12月1日、全便終点を新川バスターミナルに延長。
  - 2003年（平成15年）4月1日、麻07を廃止。
  - 2007年（平成19年）
    - 4月1日、終点を新川ターミナルから新川営業所に延長、新川ターミナルを廃止。
    - 12月1日、石狩営業所から移管。

#### 麻生宮の沢線
- 麻67：麻生駅（麻生バスターミナル） - 新琴似駅通 - 新琴似8条6丁目 - 新琴似6条7丁目 - 新琴似2条10丁目 - 新川高校 - 琴似工業高校 - 発寒8条10丁目 - イオンモール札幌発寒 - 宮の沢駅
  - 2006年（平成18年）10月21日、新設[5]。

### 北24条 - 新川、都心 - 新川・北24条

#### 新川線
- 北72：北24条駅 - 北高校 - 南新川 - 新川橋 - 消防学校 - 天狗橋 - 軽自動車検査協会 - 西札幌変電所 - 前田東 - 手稲高校 - 前田森林公園
- 北72：北24条駅 - （同経路） - 前田東 - 前田中央小学校 - 前田北中学校 - 前田森林公園
- 北72：北24条駅 - （同経路） - 天狗橋 - 国際情報高校 - 新川営業所
  - 北24条 - 手稲高校の区間便あり。
  - 1961年（昭和36年）西札幌変電所前まで延長。
  - 1972年（昭和47年）新川団地前まで延長。
  - 1974年（昭和49年）12月、手稲高校前まで延長。
  - 前田中央小学校経由便は、2003年4月1日開設。
  - 2023年（令和5年）4月1日、前田中央小学校経由便は新川南通経由から前田中央通経由に変更[6]。

#### 新琴似2条線
- 北73：北24条駅 - 北消防署 - 北29条西15丁目（新川駅） - 新琴似2条6丁目 - 新琴似2条13丁目 - 国際情報高校 - 新川営業所 - 前田13条10丁目 - 南2線 - 手稲高校
  - 北24条 - 新川営業所の区間便あり。
  - 2006年（平成18年）4月1日、新川ターミナル（現・新川6条15丁目）発着便を廃止、一部便を手稲高校まで延長。

#### 北桑園線
- 西51：札幌駅前（さっぽろ駅） - 北5条西10丁目 - 市立病院 - 南新川 - 北高校 - 北24条駅

#### 新川八軒線
- 西71：札幌駅前（さっぽろ駅） - 北5条西10丁目 - 市立病院 - 南新川 - 八軒5条1丁目 - 税務大学校 - 琴似工業高校 - 新川高校 - 国際情報高校 - 新川営業所
  - 1999年（平成11年）2月25日新設（当時の運行区間は札幌駅前 - 琴似工業高校）。
  - 2005年（平成17年）12月1日、終点を新川営業所まで延長、路線名を「北桑園線」から変更。

### 琴似・発寒南、宮の沢 - 新川

#### 工業団地線
- 西44：宮の沢駅 - イオンモール札幌発寒 - 発寒駅 - 鉄工団地 - 天狗橋 - 国際情報高校 - 新川営業所
  - 工業団地線スクール便（地下鉄宮の沢駅 - 鉄工団地 - 手稲高校）は、ジェイ・アール北海道バス（琴似営業所）が運行。
  - 1999年（平成11年）2月25日、地下鉄東西線延伸に伴い、起点を地下鉄琴似駅から地下鉄宮の沢駅に、終点を新川ターミナル（現・新川6条15丁目）から新川営業所に変更。同時にスクール便を除き琴似営業所から新川営業所に移管。

#### 新川発寒線
- 西48：地下鉄琴似駅 - 西区役所 - 西町北7丁目 - 発寒南駅 - 発寒小学校- 稲山通 - 琴似工業高校 - 新川高校 - 国際情報高校 - 新川営業所
- 西49：地下鉄琴似駅 - 西区役所 - 西町北7丁目 - 発寒南駅 - 税務大学校 - 6号線通 - 新琴似2条6丁目 - 新琴似2条13丁目 - 国際情報高校 - 新川営業所
  - 1999年（平成11年）2月25日新設。

宮の沢 - 新川 - 麻生、北34条は#麻生・北34条 - 新川・宮の沢を参照。

## 廃止路線

### 新道西線
- 西66：北34条駅 - 北33条西9丁目 - 新川5条5丁目 - 新川水再生プラザ - 稲山通 - 琴似工業高校 - 発寒8条10丁目 - 宮の沢駅
  - 1983年（昭和58年）5月1日、新設。
  - 1999年（平成11年）2月25日、地下鉄東西線の宮の沢駅延伸に伴い、終点を琴似工業高校から宮の沢駅に延長、同時に経路を一部変更。